# Губер, Пьер
Пьер Губер (фр. Pierre Goubert; 25 января 1915 — 16 января 2012) — известный французский историк.

## Биография
Родился в семье ремесленника и торговца. В 1935—1937 годах учился в Высшей нормальной школе де Сен-Клу, к этому времени относится его встреча с Марком Блоком, которая определила его выбор в пользу занятия историей.
Работал учителем в средних школах в Питивье и Бове, преподавателем в лицеи Тюрго (Париж). С 1951 года в Национальном центре научных исследований Франции, с 1956 года в Практической школе высших исследований. После защиты докторской диссертации (1960) получил должность профессора современной истории в Университете Ренна. В 1965—1969 годах профессор в Университете Париж-X-Нантер. В 1969—1978 годах профессор Сорбонны.

## Книги
- Купеческие семьи при старом режиме. Париж. 1959.
- Бове и его жители в 1600—1730 гг. Докторская диссертация. Париж. 1960.
- Появления Короля-Солнце. Париж. 1961.
- Людовик XIV и двадцать миллионов французов. Париж. 1966.
- Французское слово. Париж. 1965.
- Старый режим. В 2-х тт. Париж. Т. 1. Общество. 1969. Т. 2. Полномочия. 1973.
- Клио среди мужчин. Сб. статей. Париж. 1976.
- Повседневная жизнь в сельской местности Франции в XVII веке. Париж. 1982.
- Введение в историю Франции. Париж. 1984.
- Мазарини. Париж. 1990.
- Воспоминание. 1915—1995. Париж. 1996.
- Людовик XIV. Сб. статей. Париж. 1996.